# HMS Stayner (K573)
HMS Stayner (K573) là một tàu frigate lớp Captain của Hải quân Hoàng gia Anh hoạt động trong Chiến tranh Thế giới thứ hai. Nó nguyên được Hoa Kỳ chế tạo như chiếc DE-564 (chưa đặt tên), một tàu hộ tống khu trục lớp Buckley, và chuyển giao cho Anh Quốc theo Chương trình Cho thuê-Cho mượn (Lend-Lease). Tên nó được đặt theo Phó đô đốc Sir Richard Stayner (1625-1662), người đã từng tham gia các cuộc Chiến tranh Anh-Hà Lan thứ nhất vào năm 1652-1654. Nó đã phục vụ cho đến khi chiến tranh kết thúc tại Châu Âu, hoàn trả cho Hoa Kỳ năm 1945, và cuối cùng bị bán để tháo dỡ vào năm 1947.

## Thiết kế và chế tạo
Buckley là một trong số sáu lớp tàu hộ tống khu trục được Hải quân Hoa Kỳ chế tạo nhằm đáp ứng nhu cầu hộ tống vận tải trong Thế Chiến II, sau khi Hoa Kỳ chính thức tham chiến vào cuối năm 1941. Chúng hầu như tương tự nhau, chỉ với những khác biệt về hệ thống động lực và vũ khí trang bị. Động cơ của phân lớp Backley bao gồm hai turbine hơi nước General Electric để dẫn động hai máy phát điện vận hành hai trục chân vịt, và dàn vũ khí chính bao gồm 3 khẩu pháo pháo 3 in (76 mm)/50 cal.
Những chiếc phân lớp Buckley (TE) có chiều dài ở mực nước 300 ft (91 m) và chiều dài chung 306 ft (93 m); mạn tàu rộng 37 ft 1 in (11,30 m) và độ sâu mớn nước khi đầy tải là 11 ft 3 in (3,43 m). Chúng có trọng lượng choán nước tiêu chuẩn 1.430 tấn Anh (1.450 t); và lên đến 1.823 tấn Anh (1.852 t) khi đầy tải. Hệ thống động lực bao gồm hai nồi hơi và hai turbine hơi nước General Electric công suất 13.500 mã lực (10.100 kW), dẫn động hai máy phát điện công suất 9.200 kilôwatt (12.300 hp) để vận hành hai trục chân vịt;  công suất 12.000 hp (8.900 kW) cho phép đạt được tốc độ tối đa 23 kn (26 mph; 43 km/h). Con tàu mang theo 359 tấn Anh (365 t) dầu đốt, cho phép di chuyển đến 6.000 nmi (6.900 mi; 11.000 km) ở vận tốc đường trường 12 kn (14 mph; 22 km/h).
Vũ khí trang bị bao gồm pháo 3 in (76 mm)/50 cal trên ba tháp pháo nòng đơn đa dụng (có thể đối hạm hoặc phòng không), gồm hai khẩu phía mũi và một khẩu phía đuôi. Vũ khí phòng không tầm gần bao gồm hai pháo Bofors 40 mm và tám pháo phòng không Oerlikon 20 mm. Con tàu có ba ống phóng ngư lôi Mark 15 21 inch (533 mm). Vũ khí chống ngầm bao gồm một dàn súng cối chống tàu ngầm Hedgehog Mk. 10 (có 24 nòng và mang theo 144 quả đạn); hai đường ray Mk. 9 và bốn máy phóng K3 Mk. 6 để thả mìn sâu. Thủy thủ đoàn đầy đủ bao gồm 200 sĩ quan và thủy thủ.
Stayner được đặt lườn như là chiếc DE-564 (chưa đặt tên) tại xưởng tàu của hãng Bethlehem-Hingham Steel Shipyard ở Hingham, Massachusetts vào ngày 22 tháng 9, 1943 và được hạ thủy vào ngày 6 tháng 11, 1943. Con tàu được chuyển giao cho Anh Quốc và nhập biên chế cùng Hải quân Anh như là chiếc HMS Stayner (K573) vào ngày 30 tháng 12, 1943 dưới quyền chỉ huy của Hạm trưởng, Thiếu tá Hải quân Harry John Hall.

## Lịch sử hoạt động
Stayner phục vụ hộ tống và tuần tra trước khi chuyển sang hoạt động như tàu Frigate Kiểm soát Lực lượng Duyên hải (CFCF), chỉ huy một chi hạm đội xuồng phóng lôi MTB (Motor Torpedo Boat) hoạt động tại eo biển Manche và Bắc Hải nhằm đối phó các tàu E-Boat đối phương. Trong cuộc đổ bộ Normandy diễn ra vào ngày 6 tháng 6, 1944, nó cùng các tàu chị em Thornborough (K574), Trollope (K575), Duff (K352), Torrington (K577), Retalick (K555) và Chi hạm đội Khu trục 1 tham gia thành phần hộ tống cho sườn phía Đông của lực lượng tấn công.
Trong đêm 7-8 tháng 6, tàu E-Boat đối phương xuất phát từ các căn cứ của chúng ở Cherbourg và Le Havre tìm cách xâm nhập khu vực bãi đổ bộ, nhưng đã đụng độ với Stayner và Retalick cùng các chi hạm đội MTB tháp tùng; đối phương buộc phải rút lui sau trận chiến ngắn nhưng ác liệt, với ba chiếc E-Boat bị hư hại. Đến đêm 3-4 tháng 7, Stayner và Thornborough tiếp tục đụng độ với các chi hạm đội E-Boat, tuy nhiên đối phương duy trì khoảng cách bên ngoài tầm bắn và di chuyển ở vùng nước nông gần bờ để rút lui.
Sang ngày 4 tháng 8, Stayner xuất phát từ Newhaven với thành phần chi hạm đội bao gồm các tàu phóng lôi PT-boat của Hoa Kỳ; nó bắt được tín hiệu sonar rõ ràng của một mục tiêu ngầm ngoài khơi Beachy Head. Phối hợp tấn công bằng mìn sâu cùng với tàu khu trục Wensleydale (L86), lúc 02 giờ 00, họ đã đánh chìm được tàu ngầm U-boat Đức U671 tại vị trí về phía Nam Brighton trong eo biển Manche, tại tọa độ 50°23′B 00°06′Đ / 50,383°B 0,1°Đ. 47 thành viên thủy thủ đoàn của U-671 đã tử trận và chỉ có năm người sống sót. Stayner trở thành tàu frigate duy nhất thuộc lực lượng CFCF từng đánh chìm được một tàu ngầm.
Trong đêm 18-19 tháng 9, Stayner cùng với HMS MTB 724 và HMS MTB 728 đánh chặn một chi hạm đội E-boat đối phương đang hộ tống một đoàn tàu tiếp liệu đi đến Dunkirk đang bị bao vây. Thời tiết xấu đã ngăn cản những chiếc MTB không thể di chuyển với tốc độ cao, nhưng hải pháo của Stayner đã phá hủy S-183 và khiến hai chiếc S-200 và S-702 đắm do va chạm.
Đến đêm 22-23 tháng 1, 1945, Stayner cùng với tàu chị em Riou (K557) đang tuần tra tại khu vực ngoài khơi South Foreland, Kent khi họ đụng độ ác liệt với một chi hạm đội E-Boat đối phương; hai chiếc E-boat đã bị đánh chìm và một số chiếc khác bị hư hại nặng. Riou bị hư hại trong trận này, khi một chiếc E-boat tìm cách phản công húc vào đuôi tàu, khiến nó bị mất một đoạn thanh ray bảo vệ.
Sau khi chiến tranh chấm dứt, Stayner được chính thức hoàn trả cho Hoa Kỳ vào ngày 24 tháng 11, 1945, nhằm giảm bớt chi phí mà Anh phải trả cho Hoa Kỳ trong Chương trình Cho thuê-Cho mượn (Lend-Lease). Do dư thừa so với nhu cầu về tàu chiến sau khi chiến tranh đã chấm dứt, nó bị bán để tháo dỡ vào ngày 14 tháng 11, 1947.